# Anolis viridulus
Anolis viridulus (західний карликовий зелений аноліс) — вид ігуаноподібних ящірок родини анолісових (Dactyloidae). Ендемік Куби. Описаний у 2022 році.

## Поширення і екологія
Західні карликові зелені аноліси відомі за кількома зразками, зібраними на заході Куби, в провінціях Артеміса і Пінар-дель-Ріо.